# Gardekorps
Al Gardekorps (Corpo d'armata della Guardia) fino al 1918 sottostavano tutte le unità della Guardia in forza all'Esercito prussiano.
Reparti scelti, reclutati tra personale dotato di eccellenti requisiti fisici, sottoposti ad una rigida disciplina e ad un rigoroso addestramento, le unità della "Guardia reale prussiana" (create praticamente insieme alla nascita del Regno di Prussia nel 1640, come forza armata a disposizione del sovrano) erano le formazioni più prestigiose e temute dell'Esercito prussiano, protagoniste di innumerevoli battaglie durante le guerre di Federico II, le Guerre napoleoniche, le guerre per l'unificazione tedesca (si distinsero particolarmente a Sadowa, Gravelotte e Sedan).
Vennero coinvolte nell'immenso massacro della  prima guerra mondiale subendo pesanti perdite soprattutto sul fronte occidentale (battaglia di Charleroi, battaglia di San Quintino e soprattutto prima battaglia della Marna, dove la Guardia venne respinta nei famosi combattimenti del Marais de Saint-Gond contro l'armata del generale Ferdinand Foch).
La Guardia prussiana venne sciolta con la fine del II Reich e del Regno di Prussia dopo la sconfitta del 1918.

## Storia e composizione
Le unità del Gardekorps - con l'eccezione del 4º Reggimento granatieri guardie "Regina Augusta",di stanza a Coblenza - erano di guarnigione nella capitale Berlino, a Potsdam e nelle altre città dell'area di Berlino.
Capo dei due reggimenti più prestigiosi - il 1º Reggimento Guardie a piedi e il Reggimento Guardie - fu sempre il re di Prussia.
Il Gardekorps aveva alla proprie dipendenze due (1. - 2.) divisioni di fanteria con complessivamente cinque brigate di fanteria e due d'artiglieria, il Divisione di Cavalleria della Guardia divisa in quattro brigate, poi due brigate di artiglieria della Guardia, una brigata per il trasporto ferroviario e altre brigate miste.

In tutto, il Gardekorps comprendeva le seguenti unità:
- 1. Garde-Division di stanza a Berlino
- 2. Garde-Division di stanza a Berlino
- Garde-Kavallerie-Division di stanza a Berlino
- Garde-Fußartillerie-Regiment a Spandau
- Garde-Maschinengewehr-Abteilung nr.1 di stanza a Potsdam
- Garde-Maschinengewehr-Abteilung nr.2 di stanza a Berlino
- Garde-Pionier-Bataillon a Berlino
- Eisenbahn-Brigade a Berlino
  - Betriebsabteilung der Eisenbahn-Brigade
  - Eisenbahn-Regiment nr.1
  - Eisenbahn-Regiment nr.2
- Telegraphen-Bataillon Nr.1 nella caserma di Treptower Park a Treptow
- Luftschiffer-Bataillon Nr. 1 a Tegel
- Luftschiffer-Bataillon Nr. 2 a Berlino e Dresda
- Kraftfahr-Bataillon a Berlino
- Garde-Train-Bataillon a Berlino
- Flieger-Bataillon Nr.1 a Döberitz

Inoltre, subordinati al Corpo della Guardia:
- Feldartillerie-Schießschule a Jüterbog
- Fußartillerie-Schießschule a Jüterbog
- Versuchs-Abteilung des Militärverkehrswesens a Berlino
- Kriegstelegraphenschule a Spandau
- Leibgendarmerie a Berlino e Potsdam
- Schloßgarde-Kompanie a Berlino
- Invaliden Haus a Berlino

Lo stemma comune per tutte le truppe della Guardia era la "Stella della Guardia", e sull'uniforme le Gardelitzen, usate poi dal 1918 come ornamento nel colletto della giubba in tutto l'esercito tedesco, e ancora oggi in uso nella Bundeswehr.

## Comandanti
| Kommandierender General (Comandanti generali)  | Durata del comando                       |
| ---------------------------------------------- | ---------------------------------------- |
| Carlo Federico Augusto di Meclemburgo-Strelitz | 1816 - 1825                              |
| Guglielmo Federico Luigi di Prussia            | 1825 - 1843                              |
| Moritz Karl Ernst von Prittwitz                | 1843 - 1853                              |
| Karl von der Gröben                            | 1853 - 1858                              |
| Augusto di Württemberg                         | 1858 - 1878                              |
| Vacante                                        | 1878 - 1884                              |
| Alexander August Wilhelm von Pape              | 1884 - 1888                              |
| Oskar von Meerscheidt-Hüllessem                | 1888 - 1893                              |
| Vacante                                        | 1893 - 1897                              |
| Max von Bock und Polach                        | 1897 - 1902                              |
| Gustav von Kessel                              | 1902 - 1914                              |
| Karl von Plettenberg                           | 1914 - 1917                              |
| Ferdinand von Quast                            | 1917                                     |
| Alfred zu Dohna-Schlobitten                    | 1917                                     |
| Alfred von Böckmann                            | dal novembre 1917 alla fine della guerra |

## Fonti
- Rangliste des aktiven Dienststandes der Königlich Preußischen Armee und des XIII. (Königlich Württembergischen) Armeekorps. Mit Dienstalterslisten der Generale und der Stabsoffiziere, einem Anhange enthaltend das Reichsmilitärgericht, die Marine-Infanterie, die Kaiserlichen Schutztruppen und die Gendarmerie-Brigade in Elsaß-Lothringen und einer Anlage enthaltend die Bezirkskommandos I bis VI Berlin. Nach dem Stande vom 6. Oktober 1912. Auf Befehl Seiner Majestät des Kaisers und Königs. (Classifica dello stato di servizio attivo nell'esercito prussiano e del XIII Corpo d'Armata)
Redatto dal: Kriegsministerium (Ministero della Guerra), Geheime Kriegs-Kanzlei. Berlino, Ernst Siegfried Mittler und Sohn, 1912.